# یهودیان اشکنازی در اسرائیل
یهودیان اشکنازی در اسرائیل (انگلیسی: Ashkenazi Jews in Israel) به مهاجران و نسل یهودیان اشکنازی گفته می‌شود که در حال حاضر در اسرائیل ساکن هستند، همچنین امروزه این عنوان به یهودیان اسرائیلی پیرو سنت یهودی اشکنازی اشاره می‌کند. تعداد آنها ۲٫۸ میلیون نفر است (افرادی که به‌طور کامل یا بخشی از ارتباط نسلی آنها به تبار یهودیان اشکنازی مرتبط باشد) و یکی از بزرگ‌ترین گروه‌های قومی یهودی را به همراه یهودیان مزراحی و یهودیان سفاردی، در اسرائیل تشکیل داده‌است.